# Кантон Цирих
Кантон Цирих (скраћеница ZH) је кантон у средишњем делу Швајцарске. Главни град је истоимени град Цирих, који је истовремено највећи град у Швајцарској, као и њено најважније економско средиште.

## Природне одлике
Кантон Цирих се налази између Алпа и реке Рајне. Кантон чини неколико долина река (Лимат, Тос, Глат, Линт) које се уливају у Рајну на северу. Такође, највећи део Циришког језера се налази у овом кантону. Поред њега ту постоји још неколико мањих језера, од којих су најзначајнија Грајфенско и Пфафикерско језеро. Површина кантона Цирих је 1728,8 km². Највиши врх је на 1133 метара.

## Историја
Цирих се рано придружио Швајцарској конфедерацији, већ 1351. г. Претходно је то била средњовековна државица са средиштем у граду Цириху, који је од 12. века припадајао околне области под свој утицај. Последње промене граница кантона десиле су се 1803. г., за време Наполеона.

## Окрузи
- Анделфинген - седиште: Анделфинген,
- Афолтерн - седиште: Афолтерн ам Албис,
- Билах - седиште: Билах,
- Винтертур - седиште: Винтертур,
- Дијелсдорф - седиште: Дијелсдорф,
- Дијетикон - седиште: Дијетикон,
- Мајлен - седиште: Мајлен,
- Пфефикон - седиште: Пфефикон,
- Устер - седиште: Устер,
- Хинвил - седиште: Хинвил,
- Хорген - седиште: Хорген,
- Цирих - седиште: Цирих.

## Становништво и насеља
Кантон Цирих је имао 1.344.866 становника 2009. г. и то је кантон са највећим бројем становника у целој Швајцарској.
У кантону Цирих говори се немачки језик, који је и једини званични језик.
Становништво је углавном протестантско (43%). У првој половини 16. века Цирих је био један од бастиона реформатског протестантизма под вођством Улриха Цвинглија. Последњих деценија са досељавањем становништва из других делова земље и из иностранства нагло је порастао удео других вера. Тако данас римокатолици чине 31% становништва кантона.
Највећи градови су:
- Цирих, 365.000 ст. - главни град кантона
- Винтертур, 98.000 становника.
- Устер, 31.000 становника.
- Дијетикон, 23.000 становника.
- Вецикон, 21.000 становника.

## Привреда
Главне привредне гране су: банкарство, производња машина и папира. Доминирају мања и средња предузећа. Цирих има важан међународни аеродром и једно је од главних европских железничких чворишта.

## Галерија слика
- Град Цирих, седиште кантона
- Сцена из долинског дела Кантона
- Циришко језеро
- Винтертур је највећи град у држави без положаја седишта кантона